# Skorno, Šmartno ob Paki
Skorno este o localitate din comuna Šmartno ob Paki, Slovenia, cu o populație de 208 locuitori.